# ضبط موسيقي

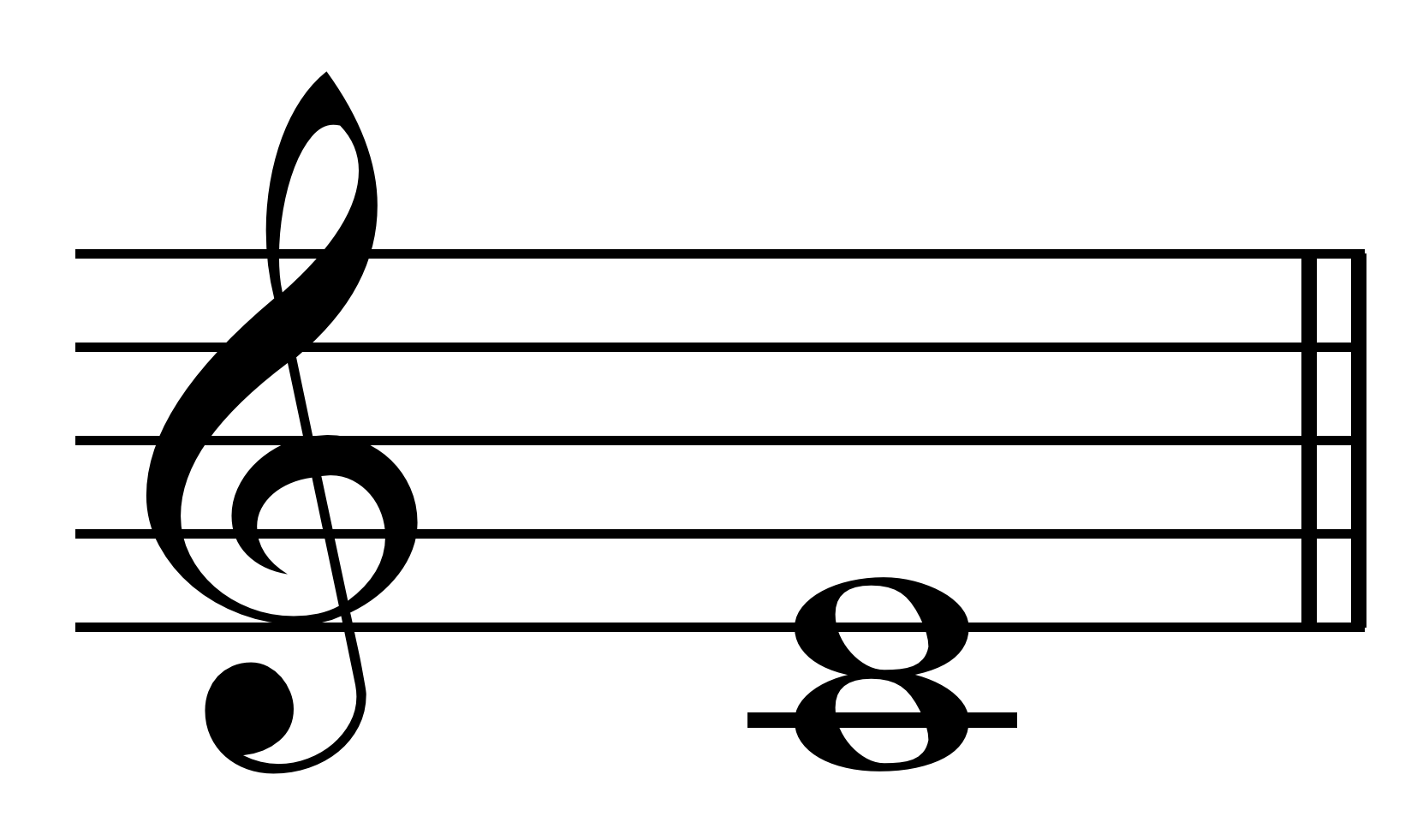
ثالثتان مختلفتا الضبط: ثالثة كبيرة صحيحة.

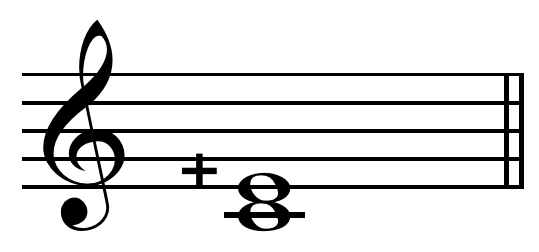
وثالثة كبيرة فيتاغروسية أوسع منها قليلا.

لكلمة ضبط مفهمومان شائعان في الموسيقى:
- ممارسة الضبط، وهي عملية ضبط حدات آلة موسيقية أو صوت.[1]
- أنظمة الضبط، وهي أنظمة الحدات العديدة المستعملة لضبط آلة وقواعدها النظرية.